# Frank Alamo
Frank Alamo, pseudoniem van Jean-François Grandin, (Parijs, 12 oktober 1941 – Parijs, 11 oktober 2012) was een Frans zanger.

## Biografie
Hij maakte zijn debuut op de planken in het voorprogramma van Sheila. In 1962 werd hij ontdekt door Eddie Barclay, die hem hoorde zingen in het Franse skioord Val-d'Isère. De kreet "Alamooo" die hij op de skipistes liet horen werd zijn artiestennaam.
Hij was een "yé-yé"-zanger, die vooral Franse covers van Britse en Amerikaanse popnummers zong. In 1963 verscheen zijn eerste plaat op Disques Barclay: "Loop de loop", een cover van Johnny Thunder. De tweede, "Biche ô ma biche", een Franse versie van "Sweets for my sweet" van The Drifters, gecoverd door The Searchers werd meteen een hit en klom naar de top van de Franstalige hitparades in Frankrijk, België, Zwitserland en Canada. Hij bracht in de jaren 60 een dertigtal singles en ep's uit en verscheidene daarvan werden meer dan een miljoen maal verkocht. Hij coverde o.a. "Da doo ron ron" (van The Crystals), "Reviens vite et oublie" ("Be my baby" van The Ronettes), "Je veux prendre ta main" ("I Want to Hold Your Hand" van The Beatles), "Hum Hum Hum" ("Um Um Um Um Um" van Major Lance), "Je me bats pour gagner" ("A Hard Day's Night", The Beatles), "Sing c'est la vie" (Sonny & Cher) en "J'ai pleuré pour toi" ("Dedicated to the One I Love" van o.a. The Mamas and the Papas).
In 1969 beëindigde hij zijn zangcarrière op aandringen van zijn toekomstige echtgenote. Hij werd dan eerst beroepsfotograaf en later industrieel zoals zijn vader. Hij kocht in 1983 een Franse autoconstructeur die de "Jeep Dallas" bouwde en werd zo PDG van de Automobiles Grandin. In 1996 verkocht hij de fabriek en ging weer optreden. Later werd bij hem de zeldzame ziekte amyotrofe laterale sclerose of ALS vastgesteld, waaraan hij bezweek op de vooravond van zijn 71e verjaardag.
Hij is begraven op kerkhof Cimetière du Père-Lachaise.